# Willie McCovey
Willie Lee McCovey (ur. 10 stycznia 1938 w Mobile, zm. 31 października 2018 w Stanford) – amerykański baseballista, który występował na pozycji pierwszobazowego przez 22 sezony w Major League Baseball.

## Życiorys
McCovey podpisał kontrakt jako wolny agent z New York Giants w 1955 roku i początkowo grał w klubach farmerskich tego zespołu. W MLB zadebiutował 30 lipca 1959 w meczu przeciwko Philadelphia Phillies, w którym zaliczył cztery uderzenia, dwa RBI i zdobył trzy runy. W tym samym roku otrzymał nagrodę AL Rookie of the Year Award dla najlepszego debiutanta. W 1963 po raz pierwszy w karierze wystąpił w All-Star Game i zwyciężył w klasyfikacji pod względem liczby zdobytych home runów w lidze (44). 
W 1969 zdobywając najwięcej home runów (45), zaliczając najwięcej RBI (126), mając najlepszy wskaźnik on-base percentage (0,453) i slugging percentage (0,656), przy średniej uderzeń 0,320 (4. wynik w lidze), został wybrany najbardziej wartościowym zawodnikiem. W październiku 1973 przeszedł do San Diego Padres, zaś w sierpniu 1976 do Oakland Athletics. W styczniu 1977 został ponownie zawodnikiem San Francisco Giants. 30 czerwca 1978 w meczu przeciwko Atlanta Braves na Fulton County Stadium zdobył 500. home runa w karierze. Po raz ostatni zagrał 6 lipca 1980. 
W 1986 został uhonorowany członkostwem w Baseball Hall of Fame. Zmarł 31 października 2018 w Stanford.

## Nagrody i wyróżnienia
| Nagroda/wyróżnienie           | Lata                               | Źródło |
| MVP National League           | 1969                               | [ 6 ]  |
| 6× All-Star                   | 1963, 1966, 1968, 1969, 1970, 1971 | [ 3 ]  |
| All-Star Game MVP             | 1969                               | [ 9 ]  |
| NL Rookie of the Year Award   | 1959                               | [ 5 ]  |
| Hutch Award                   | 1977                               | [ 10 ] |
| Baseball Hall of Fame         | od 1986                            | [ 7 ]  |
| # 44 zastrzeżony przez Giants | 1980                               | [ 11 ] |